# Decatló
El decatló és una prova combinada d'atletisme que comprèn quatre curses, tres llançaments i tres salts, disputats en dos dies consecutius i seguint un ordre establert.
Al decatló es posen a prova diverses habilitats dels atletes com la velocitat, la força, la tècnica, la resistència i la personalitat. Aquestes deu proves es disputen durant dos dies seguits: el primer es realitzen les proves de velocitat, explosivitat i habilitat en els salts, i el segon, les que depenen de manera important de la tècnica i la resistència.

## Proves
Primer dia:
- 100 metres llisos
- Salt de llargada
- Llançament de pes
- Salt d'alçada
- 400 metres llisos

Segon dia:
- 110 metres tanques
- Llançament de disc
- Salt amb perxa
- Llançament de javelina
- 1500 metres llisos

## Rècords masculins
- Actualitzat a 2 de desembre de 2023.[1]

| Rècord                            | Puntuació | Atleta               | Data                   | Lloc           |
| --------------------------------- | --------- | -------------------- | ---------------------- | -------------- |
| Món                               | 9.126     | Kevin Mayer (FRA)    | 16 de setembre de 2018 | Talença        |
| Món júnior                        | 8.397     | Torsten Voss (GDR)   | 7 de juliol de 1982    | Erfurt         |
| Rècords continentals              |           |                      |                        |                |
| Àfrica                            | 8.521     | Larbi Bourrada (ALG) | 18 d'agost de 2016     | Rio de Janeiro |
| Àsia                              | 8.725     | Dmitriy Karpov (KAZ) | 24 d'agost de 2004     | Atenes         |
| Europa                            | 9.126     | Kevin Mayer (FRA)    | 16 de setembre de 2018 | Talença        |
| Amèrica del Nord, Central i Carib | 9.045     | Ashton Eaton (USA)   | 29 d'agost de 2015     | Pequín         |
| Oceania                           | 8.649     | Ashley Moloney (AUS) | 5 d'agost de 2021      | Tòquio         |
| Amèrica del Sud                   | 8.393     | Carlos Chinin (BRA)  | 8 de juny de 2013      | Sao Paulo      |

## Millors marques masculines
- Actualitzat a 2 de desembre de 2023.[2]

| Pos. | Puntuació | Atleta                  | Data                | Seu      | Ref.  |
| ---- | --------- | ----------------------- | ------------------- | -------- | ----- |
| 1    | 9.126     | Kevin Mayer (FRA)       | 15–16 setembre 2018 | Talença  | [ 3 ] |
| 2    | 9.045     | Ashton Eaton (USA)      | 28–29 agost 2015    | Pequín   | [ 4 ] |
| 3    | 9.026     | Roman Šebrle (CZE)      | 26–27 maig 2001     | Götzis   |       |
| 4    | 9.018     | Damian Warner (CAN)     | 5 d'agost de 2021   | Tòquio   | [ 5 ] |
| 5    | 8.994     | Tomáš Dvořák (CZE)      | 3–4 juliol 1999     | Praga    |       |
| 6    | 8.909     | Pierce Lepage (CAN)     | 26 d'agost de 2023  | Budapest | [ 6 ] |
| 7    | 8.891     | Dan O'Brien (USA)       | 4–5 setembre 1992   | Talence  |       |
| 8    | 8.867     | Garrett Scantling (EUA) | 7 de maig de 2022   | Arizona  |       |
| 9    | 8.836     | Leo Neugebauer (GER)    | 8 de juny de 2023   | Austin   | [ 7 ] |
| 10   | 8.832     | Bryan Clay (USA)        | 30 de juny de 2008  | Eugene   |       |

## Altres competicions combinades
- Biatló
- Duatló
- Triatló
- Quadratló
- Pentatló
- Pentatló modern
- Heptatló